# Marcel Garrouste
Pour les articles homonymes, voir Garrouste.
Marcel Garrouste, né le 22 avril 1921 à Trémons (Lot-et-Garonne) et mort le 5 septembre 2021 à Penne-d'Agenais, est un homme politique et directeur d'hôpital français, député de Lot-et-Garonne et maire de Penne-d'Agenais.

## Biographie
Maire de Penne-d'Agenais de 1971 à 1983, conseiller général socialiste du canton de Penne-d'Agenais de 1976 à 1982, il a été député de la troisième circonscription de Lot-et-Garonne au groupe socialiste de 1978 à 1986 (réélu en 1981), et de 1988 à 1993.
Son autobiographie est publiée en 2018.
Il meurt le 5 septembre 2021 à l'âge de 100 ans.

## Ouvrages
- Modes de vie et traditions populaires en Quercy et en Agenais, 2015, éditions Albret,  (ISBN 978-2-91305554-4)
- Un paysan à l'Assemblée nationale, 340 p, 2018, éditions PH&P,  (ISBN 978-2-9566396-0-2).